# ドクターペッパー・スナップル・グループ

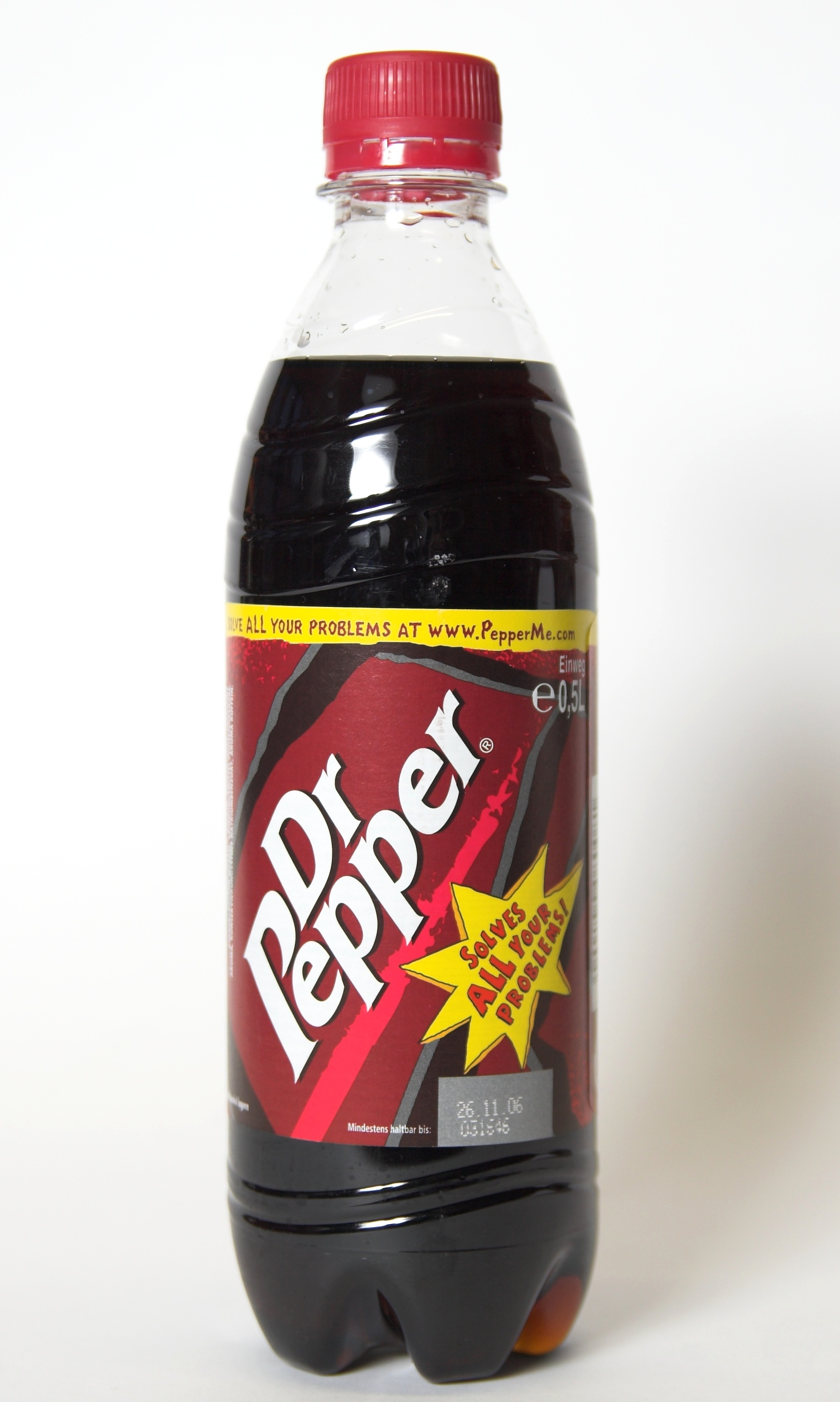
ドクターペッパー

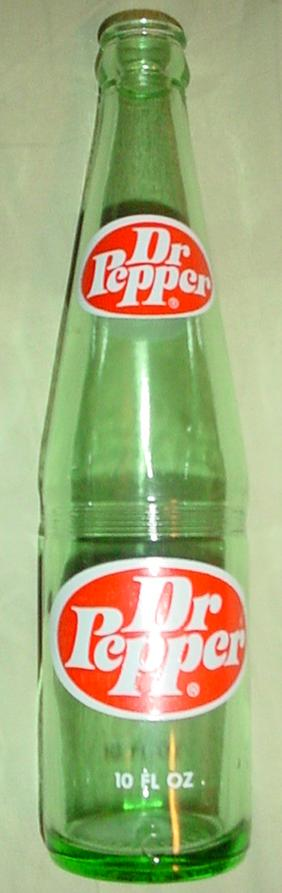
ドクターペッパー

ドクターペッパー・スナップル・グループ（英語: Dr Pepper Snapple Group）はアメリカ合衆国のテキサス州プレイノに本拠を持つ飲料メーカー。社名にもなっているドクターペッパーなど多数の飲料の銘柄を保有している。現在はキューリグ・ドクター・ペッパー（NASDAQ: KDP）の子会社である。
2006年まではドクターペッパー/セブンアップであったが、キャドバリー・シュウェップスに買収された後、同社の飲料部門「キャドバリー・シュウェップス・アメリカス・ビバレッジ」（Cadbury Schweppes Americas Beverages）として活動していた。2008年5月5日にキャドバリー・シュウェップスの新会社として設立され、2008年5月7日に株式の取引が開始された。また同時にキャドバリー・シュウェップス社はキャドバリー社に社名を変更した。2018年にコーヒーメーカーのキューリグ・グリーン・マウンテンと経営統合を行い、新会社「キューリグ・ドクター・ペッパー」（Keurig Dr Pepper Inc.）の一部門となった。

## 歴史
1998年2月、カーライル・グループがビバレッジ・アメリカ（Beverage America）とセレクト・ビバレッジス・ボトラーズ（Select Beverages bottlers ）を購入した。2000年、キャドバリー・シュウェップスはスナップル、ミスティック（Mistic）、スチュワーツ・ファウンテン・クラシックス(Stewart's Fountain Classics)をトライアーク社から14億5千万ドルで購入した。同年の10月、キャドバリー・シュウェップスは再びトライアーク社からRCコーラを購入した。
2006年と2007年、キャドバリー・シュウェップスはいくつかのほかの地域ボトラーと共にドクターペッパー/セブンアップ・ボトリング・グループを購入した。これによってドクターペッパー・スナップルは多くの自社飲料の独自生産が可能になり、自社製品を多数卸しているペプシやコカ・コーラ系ボトラーなどの近年の動きに対抗することが可能となった。一方でドクターペッパー/セブンアップのブランド商品のいくつかは今までどおりにペプシ、コカコーラやその他カナダやアメリカ合衆国内の独立系ボトラーにライセンスされている。
2007年11月、キャドバリー・シュウェップスは飲料部門の公開を行うことを発表した。2008年5月、キャドバリー・シュウェップスは飲料持ち株会社を分割し、ドクターペッパー・スナップル・グループとして再編した。
マイナーリーグのフリスコ・ラフライダーズの本拠地ドクターペッパー・ボールパークやダラス・スターズの練習施設ドクターペッパー・スターセンターはドクターペッパー・スナップルが命名権を得て名前をつけたものであり、両方ともテキサス州フリスコに所在する。ナショナルホッケーリーグのフランチャイズ権とスポンサーシップ同様に、取引の結果、両施設の場内売り場での非アルコール飲料の販売権利を得ている。
2008年、ドクターペッパー・スナップル・グループはビッグレッド、ニューグレイプ、ネスビッツなどの飲料メーカーBig Red Inc.の少数株主持分を購入した。ドクターペッパー・スナップルはライセンスを得てビッグ・レッド銘柄の飲料の80%程度を販売している。
カナダ国内には子会社のカナダドライ・モッツが存在する

## 生産する製品
以下のような製品を生産している:
- セブンアップ (米国内、多くの国ではペプシコに生産許可を与えている)
- A&Wルートビア
- ビッグレッド（英語版）
- Beefamato
- Cactus Cooler
- カナダドライ (北アメリカ)
- Clamato
- カントリータイム（英語版） (クラフトフーズの生産許可による)
- Crush
- Dejà Blue Water
- Diet Rite
- ドクターペッパー (ヨーロッパのほとんどや日本ではコカ・コーラ、ポーランドとカナダではペプシコに生産許可を与えている)
- Gini
- ハワイアン・パンチ（英語版）
- Hire's
- IBC Root Beer
- Margaritaville
- Mistic
- モッツ（英語版）
- Mr and Mrs T
- Nantucket Nectars
- Nehi
- オランジーナ (サントリーから北米での生産許可を得ている)
- Peñafiel
- RCコーラ (北米)
- ReaLemon
- Rose's lime juice
- シュウェップス
- スナップル（英語版）
- Squirt
- スチュワーツ・ファウンテン・クラシックス（英語版）(Stewart's Fountain Classics)
- Sun Drop
- サンキスト (サンキスト・グローワーズの生産許可による)
- Tahitian Treat
- Venom Energy
- Vernors
- ウェルチ (ウェルチフーズの生産許可による)
- Wink
- ユーフー